# Ивон Гулагонг
Ивон Фей Гулагонг Коули (на английски: Evonne Fay Goolagong Cawley) е австралийска тенисистка, водач в световната ранглиста по тенис за жени в продължение на две седмици.
Печели 14 титли в турнирите от големия шлем, от които седем на сингъл, шест на двойки и една на смесени двойки. Четири пъти е победителка на Откритото първенство на Австралия, два пъти на Уимбълдън и веднъж на Ролан Гарос.
През 1988 г. е включена в Международната тенис зала на славата.

## Биография
Ивон Гулагонг е родена в многодетно семейство на аборигените вираджери от Нов Южен Уелс. Прекарва детството си в градчето Барелан. Баща ѝ Кени Гулагонг е пътуващ стригач на овце. Въпреки разпространената дискриминация спрямо аборигените в селските райони на Австралия по това време, още като дете Ивон получава шанса да играе тенис в Барелан, благодарение на местен жител, който я вижда как се взира през оградата на игрището и я насърчава да играе. През 1967 г. потенциала ѝ е забелязан от собственикът на тенис школа Вик Едуардс. Той убеждава родителите на Ивон да ѝ позволят да се премести в Сидни. Завършва училище през 1968 г. и същевременно живее в семейството на Едуардс и тренира под негово ръководство.
Омъжва се през 1975 г. за британския тенисист Роджър Коули и променя фамилията си.

## № 1 в световната ранглиста по тенис
През декември 2007 г. е открита грешка в пресмятането на точките в ранглистата на WTA от 1976 г. След като е направено преизчисление се установява, че Ивон Гулагонг е била номер едно две седмици – от 26 април до 9 май 1976 г., когато е имала повече събрани точки от Крис Евърт.

## Успехи

### Титли на сингъл в турнири от Големия шлем (7)
| Година | Турнир                                         | Съперник            | Резултат            |
| 1971   | Ролан Гарос                                    | Хелън Гурли Коули   | 6 – 3, 7 – 5        |
| 1971   | Уимбълдън                                      | Маргарет Смит Корт  | 6 – 4, 6 – 1        |
| 1974   | Открито първенство на Австралия                | Крис Евърт          | 7 – 6, 4 – 6, 6 – 0 |
| 1975   | Открито първенство на Австралия (2)            | Мартина Навратилова | 6 – 3, 6 – 2        |
| 1976   | Открито първенство на Австралия (3)            | Рената Томанова     | 6 – 2, 6 – 2        |
| 1977   | Открито първенство на Австралия (Декември) (4) | Хелън Гурли Коули   | 6 – 3, 6 – 0        |
| 1980   | Уимбълдън (2)                                  | Крис Евърт          | 6 – 1, 7 – 6        |

### Загубени финали на сингъл в турнири от Големия шлем (11)
| Година | Турнир                          | Съперник           | Резултат            |
| 1971   | Открито първенство на Австралия | Маргарет Смит Корт | 6 – 2, 6 – 7, 5 – 7 |
| 1972   | Открито първенство на Австралия | Вирджиния Уейд     | 4 – 6, 4 – 6        |
| 1972   | Ролан Гарос                     | Били Джийн Кинг    | 3 – 6, 3 – 6        |
| 1972   | Уимбълдън                       | Били Джийн Кинг    | 3 – 6, 3 – 6        |
| 1973   | Открито първенство на Австралия | Маргарет Корт      | 4 – 6, 5 – 7        |
| 1973   | Открито първенство на САЩ       | Маргарет Корт      | 6 – 7, 7 – 5, 2 – 6 |
| 1974   | Открито първенство на САЩ       | Били Джийн Кинг    | 6 – 3, 3 – 6, 5 – 7 |
| 1975   | Уимбълдън                       | Били Джийн Кинг    | 0 – 6, 1 – 6        |
| 1975   | Открито първенство на САЩ       | Крис Евърт         | 7 – 5, 4 – 6, 2 – 6 |
| 1976   | Уимбълдън                       | Крис Евърт         | 3 – 6, 6 – 4, 6 – 8 |
| 1976   | Открито първенство на САЩ       | Крис Евърт         | 3 – 6, 0 – 6        |

### Титли на двойки в турнири от Големия шлем (6)
| Година | Турнир                                         | Партньор           | Съперници                          | Резултат            |
| 1971   | Открито първенство на Австралия                | Маргарет Смит Корт | Джил Емерсън Лесли Хънт            | 6 – 0, 6 – 0        |
| 1974   | Открито първенство на Австралия (2)            | Пеги Мичел         | Кери Харис Кери Мелвил Райд        | 7 – 5 6 – 3         |
| 1974   | Уимбълдън                                      | Пеги Мичел         | Карън Кранцке Хелън Гурли Коули    | 2 – 6, 6 – 4, 6 – 3 |
| 1975   | Открито първенство на Австралия (3)            | Пеги Мичел         | Олга Морозова Маргарет Корт        | 7 – 6, 7 – 6        |
| 1976   | Открито първенство на Австралия (4)            | Хелън Гурли Коули  | Рената Томанова Лесли Търнър Боури | 8 – 1               |
| 1977   | Открито първенство на Австралия (Декември) (5) | Хелън Гурли Коули  | Кери Мелвил Райд Мона Шалау-Гюрант | не се играе         |

### Титли на смесени двойки в турнири от Големия шлем (1)
| Година | Турнир      | Партньор   | Съперници                    | Резултат     |
| 1972   | Ролан Гарос | Ким Уоруик | Франсоаз Дюр Жан Клод Баркли | 6 – 2, 6 – 4 |

### Загубени финали на смесени двойки в турнири от Големия шлем (1)
| Година | Турнир    | Партньор   | Съперници                   | Резултат     |
| 1972   | Уимбълдън | Ким Уоруик | Розмари Касалс Илие Настасе | 4 – 6, 4 – 6 |